# Osolnik, Medvode
Osolnik je naselje v Občini Medvode. Ustanovljeno je bilo leta 1979 iz dela ozemlja naselja Govejek. Leta 2015 je imelo 26 prebivalcev.